# FDP-Bundesparteitag 1973
Koordinaten: 50° 4′ 36″ N, 8° 14′ 40″ O

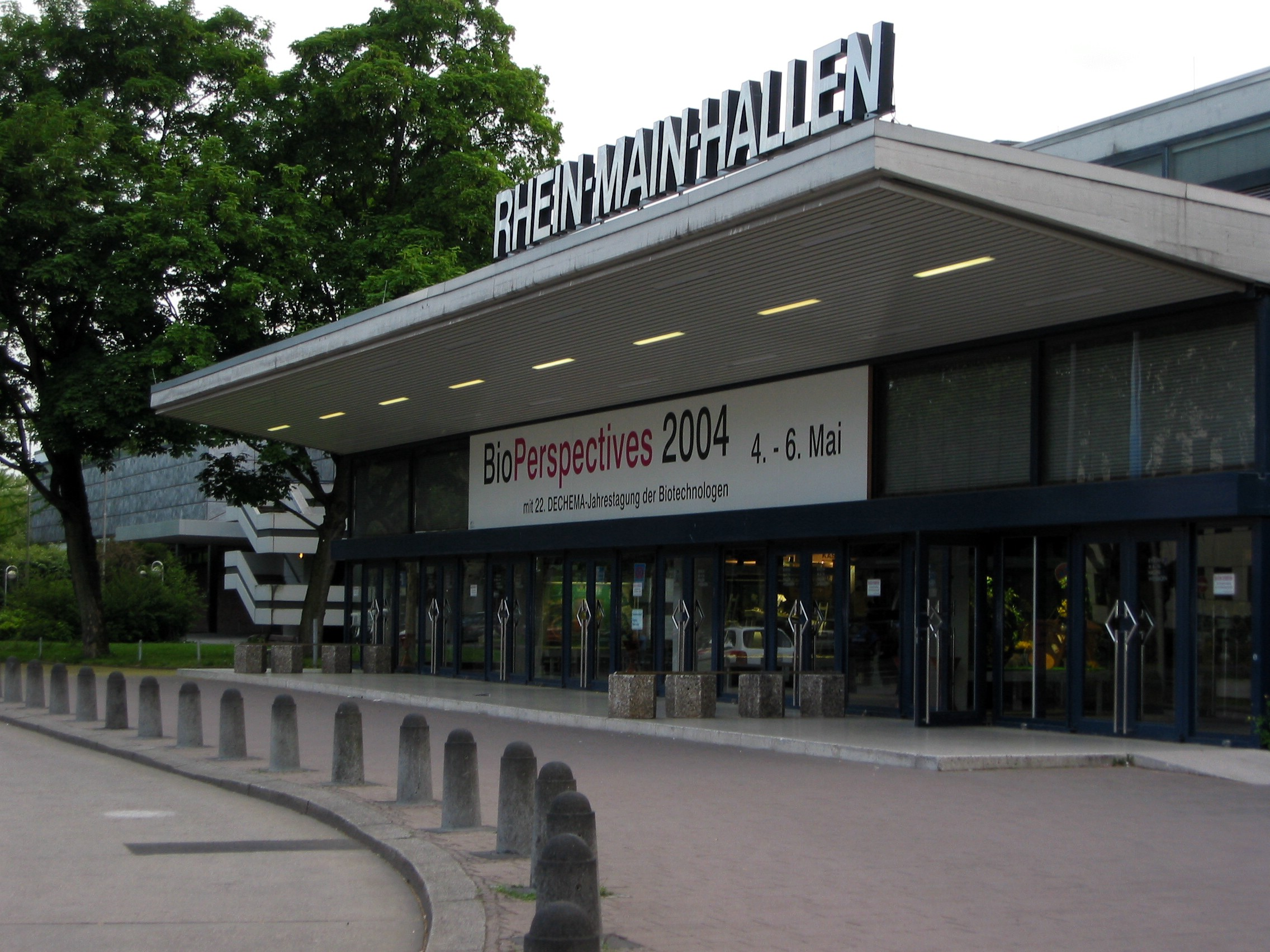
Rhein Main-Hallen, Wiesbaden

Den Bundesparteitag der FDP 1973 hielt die FDP vom 12. bis 14. November 1973 in Wiesbaden ab. Es handelte sich um den 24. ordentlichen Bundesparteitag der FDP in der Bundesrepublik Deutschland.

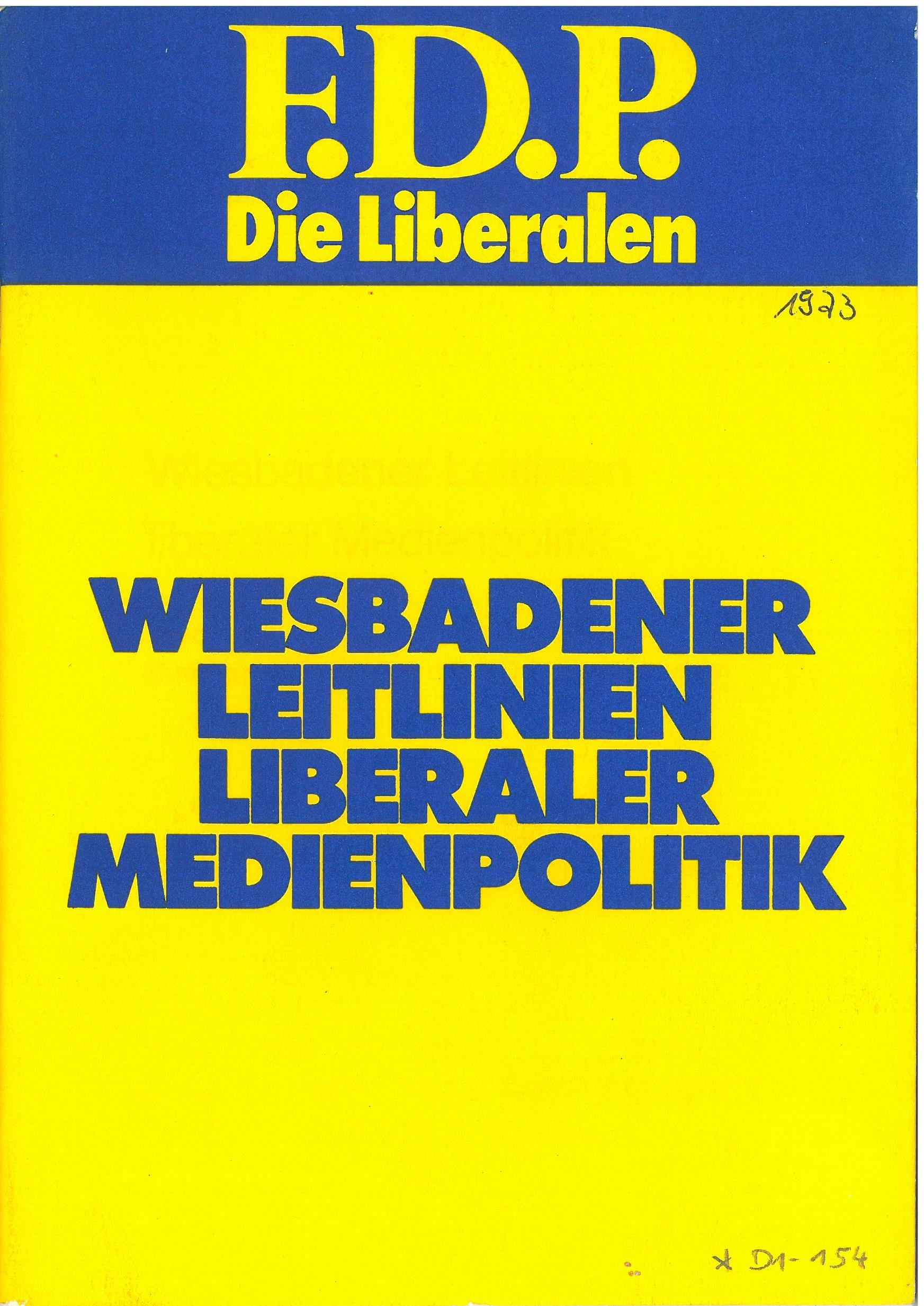
Wiesbadener Leitlinien liberaler Medienpolitik

## Beschlüsse
Der Parteitag verabschiedete die „Wiesbadener Leitlinien liberaler Medienpolitik“. Außerdem fasste er Beschlüsse zur Umweltpolitik und zur Frage von „verfassungsfeindlichen Kräften im Öffentlichen Dienst“.